# Racalmuto
Racalmuto (Racalmutu trong tiếng Sicilia) là một đô thị của tỉnh Agrigento ở vùng Sicilia, có vị trí cách khoảng 90 km về phía đông nam của Palermo và khoảng 15 km về phía đông bắc của Agrigento. Vào thời điểm ngày 31 tháng 12 năm 2004, đô thị này có dân số 9.642 người và diện tích là 68,3 km².
Racalmuto giáp các đô thị sau: Bompensiere, Canicattì, Castrofilippo, Favara, Grotte, Milena, Montedoro.

## Thành phố kết nghĩa
- Hamilton, Canada